# Fiona Wade
Fiona Wade es una actriz inglesa.

## Carrera
Apareció en un comercial para Sky digital RSA films.
En 2011, apareció como invitada en la serie médica Doctors, donde interpretó a Decca Taylor en dos episodios, más tarde apareció en la serie en 2009, en el papel de Shahnaz Malick en el episodio "Slice of Life".
Ese mismo año se unió al elenco principal de la serie Emmerdale Farm donde interpreta a Priya Sharma, hermana de Nikhil Sharma y Jai Sharma, hasta ahora. El papel de Priya había sido interpretado por Effie Woods desde 14 de septiembre de 2009 hasta el 1 de marzo de 2010.

## Trabajos

### Televisión
| Año           | Título               | Personaje         | Notas                             |
| ------------- | -------------------- | ----------------- | --------------------------------- |
| 2011-presente | Emmerdale Farm       | Priya Sharma      |                                   |
| 2011          | Law & Order: UK      | Oficial           | episodio "Intent"                 |
| 2011          | Coronation Street    | Sandeesh          | 2 episodios                       |
| 2011          | Lewis                | Meera             | episodio "The Mind Has Mountains" |
| 2010          | Tracy Beaker Returns | Helen             | episodio "Viva Carmen"            |
| 2009          | Casualty             | Nita              | episodio "The Parent Trap"        |
| 2008          | Silent Witness       | Anhil Edwards     | 2 episodios                       |
| 2008          | Waterloo Road        | Sameen Azizi      | 2 episodios                       |
| 2007          | Wire in the Blood    | Ayesha            | episodio "Nocebo"                 |
| 2007          | Holby City           | Julianna McKenzie | episodio "The Games People Play"  |
| 2006          | Genie in the House   | Dooma             | episodio "Mummy Dearest"          |
| 2006          | Where the Heart Is   | Rowan Clayton     | 5 episodios                       |
| 2004          | Doctors              | Decca Taylor      | 2 episodios                       |
| 2001-2002     | 24Seven              | Anya Vicenze      |                                   |
| 1996-1998     | Grange Hill          | Joanna Day        |                                   |

### Cine
| Año  | Título                             |
| ---- | ---------------------------------- |
| 2012 | The Eschatrilogy: Book of the Dead |

### Apariciones
| Año  | Programa                 | Notas                             |
| ---- | ------------------------ | --------------------------------- |
| 2012 | All Star Family Fortunes | episodio "Daybreak vs. Emmerdale" |

### Teatro
| Año       | Obra              | Personaje        | Director (a) | Teatro                 |   |
| --------- | ----------------- | ---------------- | ------------ | ---------------------- | - |
| 2007      | Alaska            | Mamta            |              | Royal Court Theatre    |   |
| 2005      | The Far Pavilions | Princesa Anjuli  |              | Shaftesbury Theatre    | - |
| 2004      | Strictly Dandia   | Gujarati Preethi |              | Lyric Theatre          |   |
| 2000-2001 | Inner City Jam    | Yasmin           |              | -                      |   |
| 1999-2002 | Aladdin           | Princesa         |              |                        | - |
| 1999      | West Side Story   | Maria            |              |                        | - |
| 1998-1999 | Cinderella        | -                | -            | Stratford East Theatre | - |
|           | Romeo y Julieta   | Julieta          | -            | -                      | - |
|           | Miss Saigon       | Kim              |              |                        |   |